# Mefisto valzer

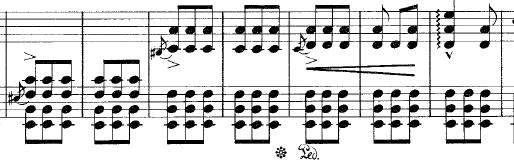
Estratto dallo spartito del Mefisto valzer nº 1

I Mefisto Valzer (in tedesco Mephisto-Walzer) sono quattro brani composti da Franz Liszt tra il 1859 e il 1885.
Dei quattro brani il primo è decisamente il più celebre: secondo una prassi invalsa, per indicare il brano ci si riferisce ad esso semplicemente come "Mefisto Valzer", senza specificarne il numero.

## Storia
I numeri 1 e 2 furono composti inizialmente per orchestra, poi arrangiati per pianoforte, pianoforte a quattro mani e due pianoforti, mentre il terzo e il quarto sono originali per pianoforte solo. Dei quattro, il primo è il più popolare e viene spesso eseguito in concerto o inciso.
I quattro brani traggono ispirazione da un episodio legato al personaggio di Faust, e precisamente dai racconti di Nikolaus Lenau. Anche la Bagatelle sans tonalité viene talvolta inclusa tra i Mefisto valzer. Il manoscritto porta il titolo di "Quarto Mefisto valzer" e quindi potrebbe essere stato destinato a sostituire l'originale quarto Mefisto valzer. Un'altra composizione affine è la Mefisto Polka che, pur non essendo un valzer, segue lo stesso programma.
Il Mefisto Valzer n. 2, molto più ambiguo ed enigmatico rispetto al primo, inizia col caratteristico intervallo di quarta eccedente (tritono o diabolus in musica), travolge l'ascoltatore col suo incalzante gioco di paradossi armonici (in anticipo sulle future sperimentazioni delle avanguardie del primo novecento), tinge l'ironia mefistofelica di maggiore violenza e livore sardonico, per placarsi nella sezione centrale e divenire quasi un notturno orchestrale, ricco di dolcezza e di bellezza assoluta che porta l'ascoltatore a riflettere e a rimanere incantato davanti a quel sogno; un'atmosfera che fa da contraltare alla quella ben più cupa del Corteo Notturno (titolo originale: Der Nächtiche Zug), il brano che affianca il primo Mephisto Valzer nel dittico Zwei Episoden aus Lenaus Faust (Due episodi dal Faust di Lenau). 

## Arrangiamenti e trascrizioni
Il Mefisto Valzer n. 1 di Franz Liszt (S. 514) è stato oggetto di numerosi arrangiamenti e trascrizioni per strumenti solisti, che ne mettono in risalto il virtuosismo tecnico e l'immaginario visionario tipico dello stile tardo romantico del compositore.

### Violino
- Nathan Milstein – Mefisto Valzer n. 1 per violino solo:

Una trascrizione estremamente virtuosistica per violino solo è stata realizzata dal celebre violinista Nathan Milstein. Pubblicata da G. Schirmer Inc., la versione riprende l'energia diabolica del brano originale in una scrittura solistica densa e tecnicamente impegnativa.
- Nándor e Katrina Szederkényi – Mefisto Valzer n. 1 per violino e arpa:

Un’elaborazione cameristica per violino e arpa è stata curata da Nándor e Katrina Szederkényi. La trascrizione si ispira alla versione per violino solo di Milstein, ma con un accompagnamento arpeggiato che restituisce la ricchezza orchestrale del brano.

### Viola
- Marco Misciagna – Mefisto Valzer per viola sola:

Il violista italiano Marco Misciagna ha realizzato un arrangiamento per viola sola del Mefisto Valzer n. 1, eseguito in recital e documentato anche in registrazioni video. Questa trascrizione fa parte di una più ampia raccolta di oltre cento adattamenti per viola solista curati dallo stesso Misciagna.

### Altre versioni
- Ferruccio Busoni – trascrizione per pianoforte solo:

Il compositore e pianista Ferruccio Busoni ha elaborato una parafrasi per pianoforte solo della versione orchestrale del Mefisto Valzer n. 1. La trascrizione, pubblicata da G. Schirmer, fonde l’intensità sinfonica con l’estetica pianistica propria del tardo Ottocento.
- Franz Liszt – versione per pianoforte a quattro mani (S.599/2):

Liszt stesso realizzò una riduzione per pianoforte a quattro mani del Mefisto Valzer n. 1, basata sulla versione orchestrale. Questa trascrizione venne successivamente pubblicata da Fritz Stade e rielaborata da Isidor Philipp.